# إينا رايموندو
إينا رايموندو هي عارضة فلبينية، ولدت في 14 يونيو 1978 في الفلبين.

## وصلات خارجية
- إينا رايموندو على موقع IMDb (الإنجليزية)
- إينا رايموندو على موقع قاعدة بيانات الفيلم (الإنجليزية)